# Plesiomma caedens
Plesiomma caedens là một loài ruồi trong họ Asilidae. Plesiomma caedens được Wiedemann miêu tả năm 1828. Loài này phân bố ở vùng Tân nhiệt đới.